# Erica Yohn
 Erica Yohn  (* 1. Oktober 1928 in New York City; † 27. Januar 2019 in North Hollywood, Kalifornien) war eine US-amerikanische Schauspielerin.

## Leben
Bekannt wurde sie durch den vom Emmy-Preisträger Mel Stuart gedrehten Katastrophenfilm Feuerfalle (OT: The Triangel Factory Fire Scandal), der 1978 gedreht und im deutschen Fernsehen erstmals am 7. Mai 1983 im ZDF gesendet wurde. Dort spielte sie die Rolle von Sonjas Mutter Mrs. Levin, die mit ihrer Familie aus Polen in die USA eingewandert ist.
Erica Yohn spielte auch die Rolle von Stellas Freundin Eunice Hubbel in dem 1980 von John Erman gedrehten Film A Streetcar Named Desire. Dieser Film wurde 1983 unter dem Namen Endstation Sehnsucht erstmals im deutschen Fernsehen ausgestrahlt.

## Filmografie (Auswahl)
- 1974: Der Pate – Teil II (The Godfather Part II)
- 1976: Unternehmen Entebbe (Victory at Entebbe; Fernsehfilm)
- 1979: Feuerfalle (The Triangle Factory Fire Scandal; Fernsehfilm)
- 1979: Nur Liebe bricht das Schweigen (Son-Rise: A Miracle of Love; Fernsehfilm)
- 1981: S.O.B. – Hollywoods letzter Heuler (S.O.B.)
- 1983: Star 80
- 1984: Endstation Sehnsucht (A Streetcar Named Desire; Fernsehfilm)
- 1984: Highway 66 (Roadhouse 66)
- 1985: Pee-Wee’s irre Abenteuer (Pee-wee’s Big Adventure)
- 1986: Feivel, der Mauswanderer (An American Tail) (Stimme)
- 1987: Amazonen auf dem Mond oder Warum die Amis den Kanal voll haben (Amazon Women on the Moon)
- 1989–1990: The Famous Teddy Z (Fernsehserie, 20 Folgen)
- 1991: Ein Strauß Töchter (Sisters; Fernsehserie, 1 Folge)
- 1991–1997: Beverly Hills, 90210 (Fernsehserie, 4 Folgen)
- 1991: Feivel, der Mauswanderer im Wilden Westen (An American Tail: Fievel Goes West) (Stimme)
- 1993: Mein Vater – Mein Freund (Jack the Bear)
- 1994: Corrina, Corrina
- 1995–1996: Picket Fences – Tatort Gartenzaun (Picket Fences; Fernsehserie, 5 Folgen)
- 1998: Pakt mit dem Bösen (Rough Draft)
- 1998: Emergency Room – Die Notaufnahme (ER; Fernsehserie, 1 Folge)
- 1998: Anwaltsgeflüster – Ein Unrecht kommt selten allein (Legalese; Fernsehfilm)
- 1998: Feivel der Mauswanderer: Der Schatz von Manhattan (An American Tail: The Treasure of Manhattan Island) (Stimme)
- 2001–2002: Alles wegen Grace (State of Grace; Fernsehserie, 39 Folgen)
- 2006: Property (Kurzfilm)